# Parabahita cumbresana
Parabahita cumbresana är en insektsart som beskrevs av Rauno E. Linnavuori och Delong 1978. Parabahita cumbresana ingår i släktet Parabahita och familjen dvärgstritar. Inga underarter finns listade i Catalogue of Life.